# زابوتون

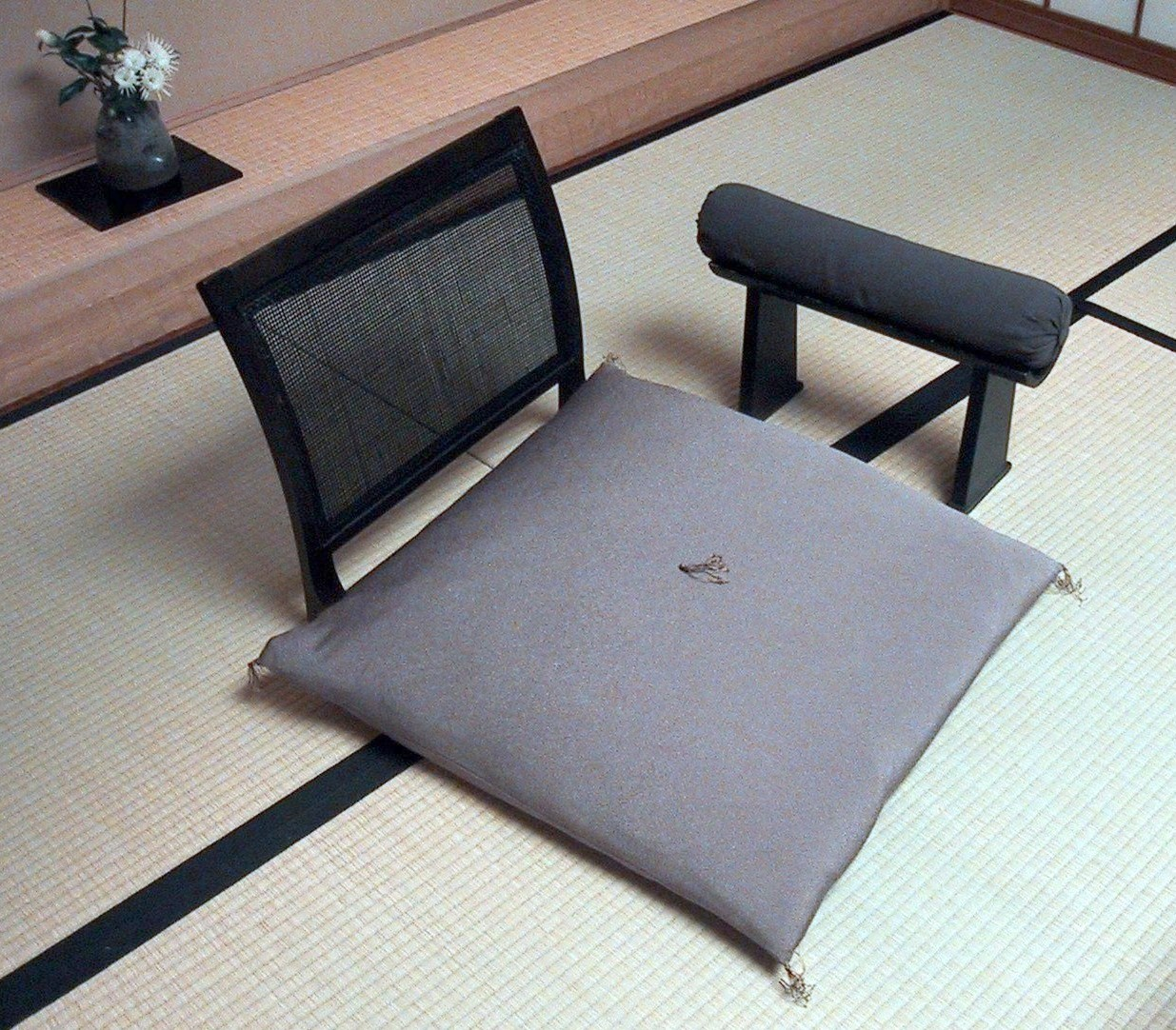
كرسي ياباني تقليدي مع زابوتون ومسند ذراع منفصل.

الزابوتون (باليابانية: 座布団) هي وسادة يابانية للجلوس. تستخدم، عمومًا، عند الجلوس على الأرض أو حصير التاتامي. ويمكن استخدامها أيضًا عند الجلوس على كرسي. في بيئة غير رسمية، يمكن استخدام الزابوتون مع الزايسو، وهو نوع من الكراسي اليابانية بدون أرجل، ومع أو بدون مسند الذراع الياباني التقليدي كيوسوكو (脇息). وعادة، يتم تزويد أي مكان في اليابان حيث الجلوس على الأرض مع زابوتون من أجل الراحة في الجلوس. وتكون الزابوتون النموذجية عادة بقياس 50-70 سم (20-30 بوصة) مربع وسمكها عدة سنتيمترات عندما تكون جديدة.

## في الثقافة
توجد الزابوتون في جميع أنحاء اليابان وأدخلت في العديد من جوانب الثقافة اليابانية:
- في تأمل الزن، يجلس الممارسون على الزافو، والذي يتم وضعه عادةً فوق الزابوتون. التي تكون مسندة للركبتين والكاحلين.
- في السومو، يرمي أفراد الجمهور وسائد الزابوتون باتجاه الحلبة بعد اضطراب اليوكوزونا من قبل مصارع من الرتبة الدنيا، على الرغم من المخاطر.[1]
- في راكوغو، لا يُسمح لفناني الأداء بالنهوض من الزابوتون خاصتهم حتى انتهاء مدة المسرحية الهزلية.
- في أداء اليوسي، خاصة في البرنامج التلفزيوني شوتن الطويل، يتلقى الكوميديون الزابوتون كشكل من أشكال التهديف.
- في الجيداي غيكي، وفقًا للقوالب النمطية، يتلقى السجين الزعيم في زنزانة السجن جميع الزابوتون من زملائه في الزنزانة.